# Йохан IV (Анхалт-Цербст)
Йохан IV (II) фон Анхалт-Цербст (на немски: Johann IV von Anhalt-Zerbst, * 4 септември 1504 в Десау, † 4 февруари 1551 в Цербст) от династията Аскани е княз на Анхалт-Десау (1516 – 1544) и княз на Анхалт-Цербст (1544 – 1551).
Йохан е най-големият син на княз Ернст от Анхалт-Десау (1454 – 1516) и Маргарета фон Мюнстерберг-Оелс (1473 – 1530), дъщеря на херцог Хайнрих Стари от Мюнстерберг (1448 – 1498), син на Иржи от Подебради, крал на Бохемия.
След пълнолетието си той отива в двора на своя опекун курфюрст Йоахим I от Бранденбург.
Заради познанията му и добрия му характер той е ползван често от различни князе при спорни въпроси. Така той преговаря по нареждане на император Карл V с Мартин Лутер и по нареждане на крал Кристиан II от Дания с бранденбургския двор.
Йохан е водещ по време на общото управление с неговите братя Георг III (1507 – 1553) и Йоахим I (1509 – 1561). При подялбата на страната през 1544 г. Йохан получава Цербст и градовете от другата страна на Елба. Той е първо вярващ католик, под влиянието на брат му Георг става лутеран и от 1535 г. провежда реформацията в страна си.
Йохан IV се жени през 1534 г. за Маргарета фон Бранденбург  Бракът му не е щастлив. През 1544 г. той получава мозачен удар. Той се скрава със съпругата си и през 1550 г. я затваря, но тя избягва. Йохан умира през 1551 г.
След смъртта му опекунството над децата му поемат братята му Георг III († 1553) и Йоахим I († 1561).

## Фамилия
Йохан IV се жени на 15 февруари 1534 г. в Десау за Маргарета фон Бранденбург (1511 – 1577), от род Хоенцолерн, дъщеря на курфюрст Йоахим I Нестор от Бранденбург и съпругата му принцеса Елизабет Датска (1485 – 1555). Тя е вдовица на херцог Георг I от Померания (1493 – 1531). С нея той има децата:
- Карл (1534 – 1564), княз на Анхалт-Цербст
- Йоахим Ернст (1536 – 1586), княз на Анхалт
- Мария (1538 – 1563), ∞ 1559 граф Албрехт X фон Барби и Мюлинген (1534 – 1586)
- Бернхард VII (1540 – 1570), княз на Анхалт-Десау
- Маргарета (1541 – 1547)
- Елизабет (1545 – 1574), ∞ 1570 граф Волфганг II фон Барби (1531 – 1615)